# تغییر نگرش
نگرش باورها و رفتارهای مرتبط با یک موضوع است. نگرش‌ها پایدار نیستند و در پی ارتباطات و رفتار افراد دیگر، تحت تأثیر نفود اجتماعی و همچنین انگیزه فرد برای حفظ ثبات شناختی هنگام بروز ناهماهنگی شناختی، در معرض تغییر قرار می‌گیرند - وقتی دو نگرش یا نگرش و رفتار در تضاد است.